# Stubbe – Von Fall zu Fall: Unschuldsengel
Unschuldsengel ist ein deutscher Fernsehfilm von Thomas Jacob aus dem Jahr 2001. Es handelt sich um den zwanzigsten Filmbeitrag der ZDF-Kriminalfilmreihe Stubbe – Von Fall zu Fall mit Wolfgang Stumph in der Titelrolle.

## Handlung
Hauptkommissar Wilfried Stubbe wird zu einem neuen Fall gerufen. Ein Restaurantfahrer und eine Masseurin sind innerhalb kürzester Zeit gestorben. Nach kurzer Recherche steht fest, dass beide Todesfälle miteinander in Verbindung stehen, denn die Masseurin Marianne Frank wurde vergiftet und hatte von einer Lieferung gegessen, die der Fahrer ausgeliefert hat. Dabei stellt sich heraus, dass nicht der getötete Fahrer den Warenkorb übergeben hatte, sondern ein anderer Mann. Nach den ersten Ermittlungen steht für Stubbe damit fest, dass der Fahrer gezielt zu einer fingierten Adresse gelockt wurde, wo der Täter im Hinterhalt lauerte und der wahrscheinlich „nur“ die Speisen vergiften wollte, während der Fahrer den Wagen verlassen hatte, um seine Bestellung auszuliefern. Da der Fahrer ihn dabei vermutlich ertappt hatte, musste auch er sterben. Die manipulierte Lieferung war für die Stammkundin Eva Gohl, bei der Marianne Frank zu Gast war. Somit hat der Täter wahrscheinlich das falsche Opfer getötet und es besteht die Gefahr, dass er noch einmal zuschlägt. Nach Planung und Ausführung vermuten Stubbe und Zimmermann einen Auftragskiller. Eva Gohl kann sich angeblich nicht vorstellen, wer sie umbringen will, doch es kristallisiert sich heraus, dass sie einen reichen Verehrer hat und von diesem finanziell unterstützt wird. Obwohl sie den Namen nicht preisgibt, findet Stubbe den Mann. Es handelt sich um den verheirateten Unternehmer Robert Mars. Die Tatsache, dass die Beziehung schon zwei Jahre besteht, aber erst jetzt ein Killer auf Eva Gohl angesetzt wurde, lässt Stubbe vermuten, dass die Geliebte schwanger ist und dieser Fakt die Beziehung durcheinander brachte.
Eva Gohl hält sich bei einer Freundin versteckt und kontaktiert Robert Mars nach ihren Bedingungen. Sie macht ihm unmissverständlich klar, dass sie ihn für den Mörder hält und deshalb von ihm eine Art Schweigegeld fordert. Stubbe geht seinerseits auch in die Offensive und berichtet Sylvia Mars von der Affäre ihres Mannes. Da auch er Robert Mars für den Auftraggeber hält, will er diesem den Grund zu dem geplanten Mord nehmen. Das funktioniert zwar, doch dreht sich nun das Ganze. Sylvia Mars stellt ihren Mann zur Rede und erfährt die Kontaktdaten zu dem Killer. So spielt sie mit dem Gedanken, ihren Mann umbringen zu lassen, was Stubbe zu ahnen scheint. Er kann sie dazu überreden, dem Killer eine Falle zu stellen, was auch gelingt und dieser festgenommen werden kann.

## Nebenhandlung
Wilfried Stubbe bekommt überraschend Besuch von seiner Jugendliebe Lisa Henschel aus Dresden, die er das letzte Mal vor 20 Jahren gesehen hat. Er ist irritiert, bittet sie dann aber ins Haus und stellt ihr seine Familie vor. Die Erinnerung an „damals“ ist Stubbe sichtlich unangenehm und Lisa Henschel gibt der Familie Stubbe Rätsel auf. So wie es aussieht hat sie sich ganz geschickt bei ihnen eingenistet und alle merken, dass mit ihr irgendetwas nicht stimmt. Es dauert auch nicht lange, bis sie sich outet und erklärt, dass ihr ganzes Leben gerade in Trümmern liegen würde. Sie hätte eine Therapie angefangen, um alles wieder in den Griff zu bekommen und dazu gehörte auch sich ihrer Vergangenheit zu stellen, was sie nun geschafft hätte.

## Hintergrund
Der Film wurde in Hamburg und Umgebung gedreht und am 22. Dezember 2001 um 20:15 Uhr im ZDF erstausgestrahlt.

## Kritik
Die Kritiker der Fernsehzeitschrift TV Spielfilm empfanden Unschuldsengel als „schnarchig“. So weise der Fernsehfilm „viele Hänger“ auf, was dazu führe, dass man sich am Ende fühle, „als hätte man 20 am Stück gesehen“. Sie vergaben eine mittlere Wertung, indem sie mit dem Daumen zur Seite zeigten.